# Buntownicy z Bounty
Buntownicy z Bounty (fr. Les révoltés de la Bounty, 1879) – opowiadanie Juliusza Verne’a o głośnym wydarzeniu z XVIII wieku – buncie załogi angielskiego statku HMS Bounty niedaleko Tahiti (największej wyspy Polinezji Francuskiej).
Oryginalna powieść wyszła spod pióra Gabriela Marcela (1843-1909), geografa z Biblioteki Narodowej w Paryżu. Juliusz Verne odkupił od niego pełne prawa do tekstu za kwotę 300 franków.
Pierwszy polski przekład (z 1996 r.) pojawił się drukiem w 1998 roku.

## Fabuła
Wyrzucony kapitan William Bligh uratował się wraz z kilkunastoma marynarzami po przepłynięciu otwartą szalupą blisko 4000 mil morskich. Część buntowników pod wodzą Fletchera Christiana osiadła na wyspie Pitcairn na Pacyfiku i nie utrzymywała żadnych kontaktów ze światem aż do roku 1808, kiedy wyspa została ponownie odkryta przez załogę amerykańskiego żaglowca Topaz. Jedynym pozostałym wówczas przy życiu buntownikiem na wyspie był John Adams.